# 2001 DU108
2001 DU108, também escrito como 2001 DU108, é um objeto transnetuniano (TNO) que está localizado no cinturão de Kuiper, uma região do Sistema Solar. Ele é classificado como um cubewano. O mesmo possui uma magnitude absoluta de 8,5 e tem um diâmetro com cerca de 88 km.

## Descoberta
2001 DU108 foi descoberto no dia 22 de fevereiro de 2001 pelos astrônomos D. Kinoshita, J. Watanabe, e T. Fuse.

## Órbita
A órbita de 2001 DU108 tem uma excentricidade de 0,049 e possui um semieixo maior de 45,032 UA. O seu periélio leva o mesmo a uma distância de 42,835 UA em relação ao Sol e seu afélio a 47,228 UA.